# Barnet Burns
Pour les articles homonymes, voir Burns.
Barnet Burns, né vers novembre 1805 près de Kirkby Ireleth et mort le 26 décembre 1860 près de Plymouth, est un marin et commerçant anglais qui est devenu l'un des premiers colons européens à vivre avec les Maoris de Nouvelle-Zélande (Pākehā Maoris) et à recevoir un tatouage facial maori complet (Tā moko).

## Biographie
Il a voyagé en Australie et a trouvé un emploi en tant que commerçant de phormium en Nouvelle-Zélande dans les années 1830. Burns, est retourné en Europe en 1835 et a passé la plupart de ses dernières années en donnant des conférences où il décrit les coutumes des Maoris, effectuant le haka et exposant ses tatouages maoris.

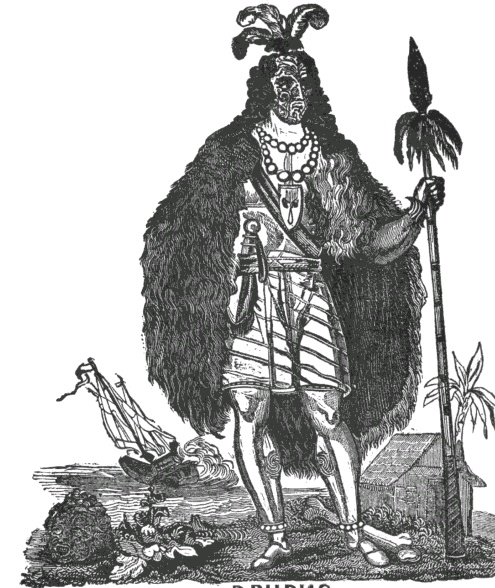
Barnet Burns en costume traditionnel maori.